# Lepadella punctata
Lepadella punctata är en hjuldjursart som beskrevs av Wulfert 1939. Lepadella punctata ingår i släktet Lepadella och familjen Lepadellidae. Inga underarter finns listade i Catalogue of Life.